# Rally Costa Brava
El Rally Costa Brava es una competición de rally desarrollada anualmente en la Costa Brava de la Provincia de Gerona (Cataluña, España) desde el año 1953 hasta 1987, y luego nuevamente desde 2005. Ha sido puntuable para el Campeonato de Europa de Rally y el Campeonato de España de Rally. Entre 1988 y 2004 no se celebró, al fusionarse con el Rally Cataluña, pero en 2005 regresó al calendario nacional manteniéndose cuatro años.
En sus inicios era organizada por la Peña Motorista 10 por hora y la prueba contaba con un formato distinto de los rallies modernos en el que competían tanto automóviles como motocicletas con clasificaciones distintas para ambas categorías.
Desde 2010 es un rally histórico llevado a cabo por la escudería RallyClassics y puntuable para el Campeonato de España de Rally Históricos y del Campeonato de Europa de Históricos.

## Historia
La primera edición se celebró el 10 de mayo de 1953, donde cuarenta participantes tomaron la salida, de entre ellos solo tres lo hicieron con un automóvil, siendo el resto motociclistas. La salida y la meta se realizó en la ciudad de Barcelona. Rápidamente Barcelona dejó de ser el centro de la prueba para convertir a la población de Lloret de Mar, capital de la Costa Brava, como auténtico referente de esta competición durante décadas. 
En 1960 se disputó la octava edición, donde las inscripciones solo se abrieron a motocicletas. El itinerario se repartió en dos etapas con salida y meta en Barcelona y visitando diferentes localidades catalanas. El ganador absoluto fue José Boada a los mandos de una Motobic, que también venció en la categoría A, mientras que en las categorías restantes los vencedores fueron: "Halcón" con una Guzzi en la categoría B y J. Sol con una Bultaco en la C.
En sus primeras ediciones era puntuable para los Campeonatos de España y Cataluña de Automovilismo así como para el Campeonato de Motociclismo de Cataluña.
A poco tiempo de su inauguración, se convirtió en una prueba puntuable para el Campeonato de Cataluña de Rally. En el año 1957, se convirtió en prueba puntuable para el Campeonato de España de Rallyes y en 1964, se solicitó que fuese aceptado en el calendario internacional. Después de dos años dentro del calendario internacional, se pensó que fuese puntuable para el Campeonato Europeo de Rally, lo que se consiguió en 1972.

### Fusión
En año 1988, los dos rallyes más importantes de la región, el Rally Costa Brava y el Rally Cataluña, se fusionaron y pasó a llamarse Rally Cataluña–Costa Brava y con Lloret de Mar como epicentro de la prueba. Fue el primero de España en incluirse dentro del calendario del Campeonato Mundial de Rally con el nombre de Rally de España, en 1991. Se tuvieron en cuenta las XXIV ediciones disputadas por el Rally Cataluña, en lugar de las XXXV ediciones correspondientes al Rally Costa Brava. Paralelamente, la peña motorista 10 por hora continuó organizando, primero el Rally Costa Brava-Lloret (en 1988), y después el Rally Lloret-Costa Brava (1989–1994).

### Regreso
En 2005 la prueba volvió a celebrarse edición número 53, y como no podía ser de otra manera con sede en Lloret de Mar durante varios años, teniendo en cuenta por tanto, las diecisiete ediciones del Rally Cataluña-Costa Brava de 1988 a 2004, y como pre-inspección del Campeonato de España de Rally. Al año siguiente la prueba se incluyó en el calendario del nacional hasta el año 2009 puesto que en 2010 no sería puntuable para el campeonato el mismo.
En 2011 la prueba fue puntuable para el campeonato de España, de Europa y de Cataluña de históricos, tanto en la modalidad de velocidad como de regularidad. Desde el pódium situado en el paseo marítimo de Lloret de Mar se coronaron, en velocidad el noruego Valter Ch. Jensen, y en regularidad el italiano Raffaelo Raimondo. En el campeonato de España venció Enric Xargay en velocidad y José Luis Marcó en regularidad.
Desde el año 2012, coincidiendo con la 60.ª edición del Rally Costa Brava, la sede se desplazó a la ciudad de Gerona, manteniendo intacto el estatus de ser uno de los ralis de clásicos más prestigiosos a nivel europeo. La lista de inscritos se sitúa por encima de los 150 participantes en cada edición, con coches participantes en Velocidad, Regularidad y la nueva categoría Legend (Exhibición), en la que toman parte vehículos de especial interés que siguen el roadbook pero no son cronometrados.
En marzo de 2020, el 68 Rally Costa Brava tuvo que ser cancelado debido a la pandemia de la COVID-19 el mismo día en el que estaba previsto el inicio de la competición. Debido a la situación sanitaria y de manera excepcional, el 69 Rally Costa Brava cambió su tradicional fecha del mes de marzo para disputarse en noviembre.
En 2023 el 71 Rally Motul Costa Brava contó con 240 equipos inscritos, convirtiéndose en el rally más multitudinario jamás organizado en España.

## Palmarés
| Año                                                           | Edición                       | Piloto                   | Copiloto                | Automóvil                   | Series      |
| ------------------------------------------------------------- | ----------------------------- | ------------------------ | ----------------------- | --------------------------- | ----------- |
| 1953                                                          | 1.eɽ Rally Costa Brava        | Mariano Cugueró          | Sra. Cugueró            | Fiat 1400                   |             |
| 1954                                                          | 2.º Rally Costa Brava         | Kurt Jaime Bähr          | Bandera de ?            | (A) Simca Aronde            |             |
| 1954                                                          | 2.º Rally Costa Brava         | Antonio Farrás           | Bandera de ?            | (A) Porsche 356             |             |
| 1955                                                          | 3.eɽ Rally Costa Brava        | Joan Dalmau              | Bandera de ?            | Citroën 11 Ligero           |             |
| 1956                                                          | 4.º Rally Costa Brava         | Manuel Almirall          | Bandera de ?            | Lancia Aprilia              |             |
| 1957                                                          | 5.º Rally Costa Brava         | Kurt Jaime Bähr          | Rafael Ramoneda         | Ford Taunus                 |             |
| 1958                                                          | 6.º Rally Costa Brava         | «Milano» (Guillermo Bas) | Bandera de ?            | Alfa Romeo 1900 S           |             |
| 1959                                                          | 7.º Rally Costa Brava         | Milano                   | Bandera de ?            | (A.) Alfa Romeo 1900 S      |             |
| 1959                                                          | 7.º Rally Costa Brava         | Juan Elizalde            | -                       | (M.) Montesa Brío 110       |             |
| 1960                                                          | 8.º Rally Costa Brava         | José Boada               | -                       | (M.) Motobic                |             |
| 1961                                                          | 9.º Rally Costa Brava         | Ricardo Graneri          | Ramón Gorina            | (A.) SEAT 600               |             |
| 1961                                                          | 9.º Rally Costa Brava         | Rafael Marsans           | -                       | (M.) Montesa                |             |
| 1962                                                          | 10.º Rally Costa Brava        | Juan Fernández García    |                         | BMW 700                     |             |
| 1963                                                          | 11.º Rally Costa Brava        | Eric Zobel               | Bandera de ?            | MG Midget                   |             |
| 1964                                                          | 12.º Rally Costa Brava        | Rafael Marsans           | Jordi Palau             | Porsche 911                 |             |
| 1965                                                          | 13.eɽ Rally Costa Brava       | Jorge «Chi»              | Manuel Juncosa          | BMW 700                     |             |
| 1966                                                          | 14.º Rally Costa Brava        | Juan Fernández García    | Josep Vidal             | Porsche 911                 | España      |
| 1967                                                          | 15.º Rally Costa Brava        | Juan Fernández García    | Josep María Fernández   | Porsche 911                 | España      |
| 1968                                                          | 16.º Rally Costa Brava        | Manuel Juncosa           | «Artemi» Eche           | Fiat Abarth 2000 OT         | España      |
| 1969                                                          | 17.º Rally Costa Brava        | Estanislao Reverter      | José A. Leal            | Porsche 911 R               | España      |
| 1970                                                          | 18.º Rally Costa Brava        | Manuel Juncosa           | Artemio Eche            | Fiat Abarth 2000 OT         | España      |
| 1971                                                          | 19.º Rally Costa Brava        | José Manuel Lencina      | A. Gutiérrez            | Porsche 911 S               | España      |
| 1972                                                          | 20.º Rally Costa Brava        | Raffaele Pinto           | Luigi Macaluso          | Fiat 124 Spider             | ERC, España |
| 1973                                                          | 21.eɽ Rally Costa Brava       | Sandro Munari            | Mario Manucci           | Lancia Fulvia HF            | ERC, España |
| 1974                                                          | 22.º Rally Costa Brava        | Claude Haldi             | Federico Van der Hoeven | Porsche Carrera             | ERC, España |
| 1975                                                          | 23.eɽ Rally Costa Brava       | Maurizio Verini          | Francesco Rossetti      | Fiat 124 Abarth             | ERC, España |
| 1976                                                          | 24.º Rally Costa Brava        | Antonio Zanini           | Juan José Petisco       | SEAT 1430-1800              | ERC, España |
| 1977                                                          | 25.º Rally Costa Brava        | Beny Fernández           | Antonio Doural          | Ford Escort RS 1800         | ERC, España |
| 1978                                                          | 26.º Rally Costa Brava        | Antonio Carello          | Maurizio Perissinot     | Lancia Stratos HF           | ERC, España |
| 1979                                                          | 27.º Rally Costa Brava        | Antonio Zanini           | Juan José Petisco       | Fiat 131 Abarth             | ERC, España |
| 1980                                                          | 28.º Rally Costa Brava        | Antonio Zanini           | Jordi Sabater           | Porsche 911 SC              | ERC, España |
| 1981                                                          | 29.º Rally Costa Brava        | Adartico Vudafieri       | Arnaldo Bernarchini     | Fiat 131 Abarth             | ERC, España |
| 1982                                                          | 30.º Rally Costa Brava        | Tony Fassina             | “Rudy”                  | Opel Ascona                 | ERC, España |
| 1983                                                          | 31.eɽ Rally Costa Brava       | Massimo Biasion          | Tiziano Siviero         | Lancia 037 Rally            | ERC, España |
| 1984                                                          | 32.º Rally Costa Brava        | Michele Cinotto          | Emilio Radaelli         | Audi Quattro                | ERC, España |
| 1985                                                          | 33.eɽ Rally Costa Brava       | Massimo Biasion          | Tiziano Siviero         | Lancia 037 Rally            | ERC, España |
| 1986                                                          | 34.º Rally Costa Brava        | Fabrizio Tabaton         | Luciano Tedeschini      | Lancia Delta S4             | ERC, España |
| 1987                                                          | 35.º Rally Costa Brava        | Salvador Servià          | Jordi Sabater           | Volkswagen Golf GTI         | ERC, España |
| Entre 1988 y 2004 se celebró como Rally Cataluña-Costa Brava. |                               |                          |                         |                             |             |
| 2005                                                          | 53.eɽ Rally Costa Brava       | Josep María Membrado     | Jordi Vilamala          | Renault Clio S1600          |             |
| 2006                                                          | 54.º Rally Costa Brava        | Dani Solá                | Xavi Amigo              | Citroën C2 S1600            | España      |
| 2007                                                          | 55.º Rally Costa Brava        | Miguel Ángel Fuster      | José Vicente Medina     | Abarth Grande Punto S2000   | España      |
| 2008                                                          | 56.º Rally Costa Brava        | Sergio Vallejo           | Diego Vallejo           | Porsche 997 GT3 RS 3.6      | España      |
| 2009                                                          | 57.º Rally Costa Brava        | Andreas Mikkelsen        | Ola Floene              | Škoda Fabia S2000           | España      |
| 2010                                                          | 58.º Rally Costa Brava        | Marco Bianchini          | Emanuele Bianchini      | Lancia 037 Rallye           | ERC         |
| 2011                                                          | 59.º Rally Costa Brava        | Valter Ch. Jensen        | Erik Pedersen           | Lancia Rally 037            | ERC, España |
| 2012                                                          | 60.º Rally Costa Brava        | «Pedro»                  | Marco Verdelli          | Lancia 037 Rally            | ERC, España |
| 2013                                                          | 61.eɽ Rally Costa Brava       | «Pedro»                  | Emanuele Baldaccini     | Lancia 037 Rally            | ERC, España |
| 2014                                                          | 62.º Rally Costa Brava        | Jesús Ferreiro           | Javier Anido            | Porsche 911 Carrera RS      | ERC, España |
| 2015                                                          | 63.º Rally Costa Brava        | «Lucky»                  | Fabrizia Pons           | Lancia Delta Integrale 16V  | ERC, España |
| 2016                                                          | 64.º Rally Costa Brava        | Daniel Alonso            | Salvador Belzunces      | Ford Sierra RS Cosworth     | ERC, España |
| 2017                                                          | 65.º Moritz Rally Costa Brava | «Lucky»                  | Fabrizia Pons           | Lancia Delta Integrale 16V  | ERC, España |
| 2018                                                          | 66.º Moritz Rally Costa Brava | Serge Cazaux             | Maxime Vilmot           | Ford Sierra RS Cosworth 4x4 | ERC, España |
| 2019                                                          | 67.º Moritz Rally Costa Brava | Jean-François Bérenguer  | Aline Bérenguer-Marès   | BMW M3 E30                  | ERC, España |
| 2020                                                          | 68.º Rally Costa Brava        | Cancelado                | Cancelado               | Cancelado                   | ERC, España |
| 2021                                                          | 69.º Rally Costa Brava        | Jesús Manuel Ferreiro    | Javier Anido Vázquez    | Ford Escort RS 1800         | ERC, España |
| 2022                                                          | 70.º Rally Costa Brava        | Pascal Perroud           | Denis Giraudet          | BMW M3 E30                  | ERC, España |
| 2023                                                          | 71.º Rally Costa Brava        | Andrea Zivian "Zippo"    | Nicola Arena            | Audi Quattro                | ERC, España |
| 2024                                                          | 72.º Rally Costa Brava        | Julien Saunier           | Marie-Noëlle Ratier     | Porsche 911 SC 3.0          | ERC, España |
| 2025                                                          | 73.º Rally Costa Brava        | Jari-Matti Latvala       | Janni Hussi             | Toyota Celica ST185         | ERC, España |

### Rally Costa Brava Histórico

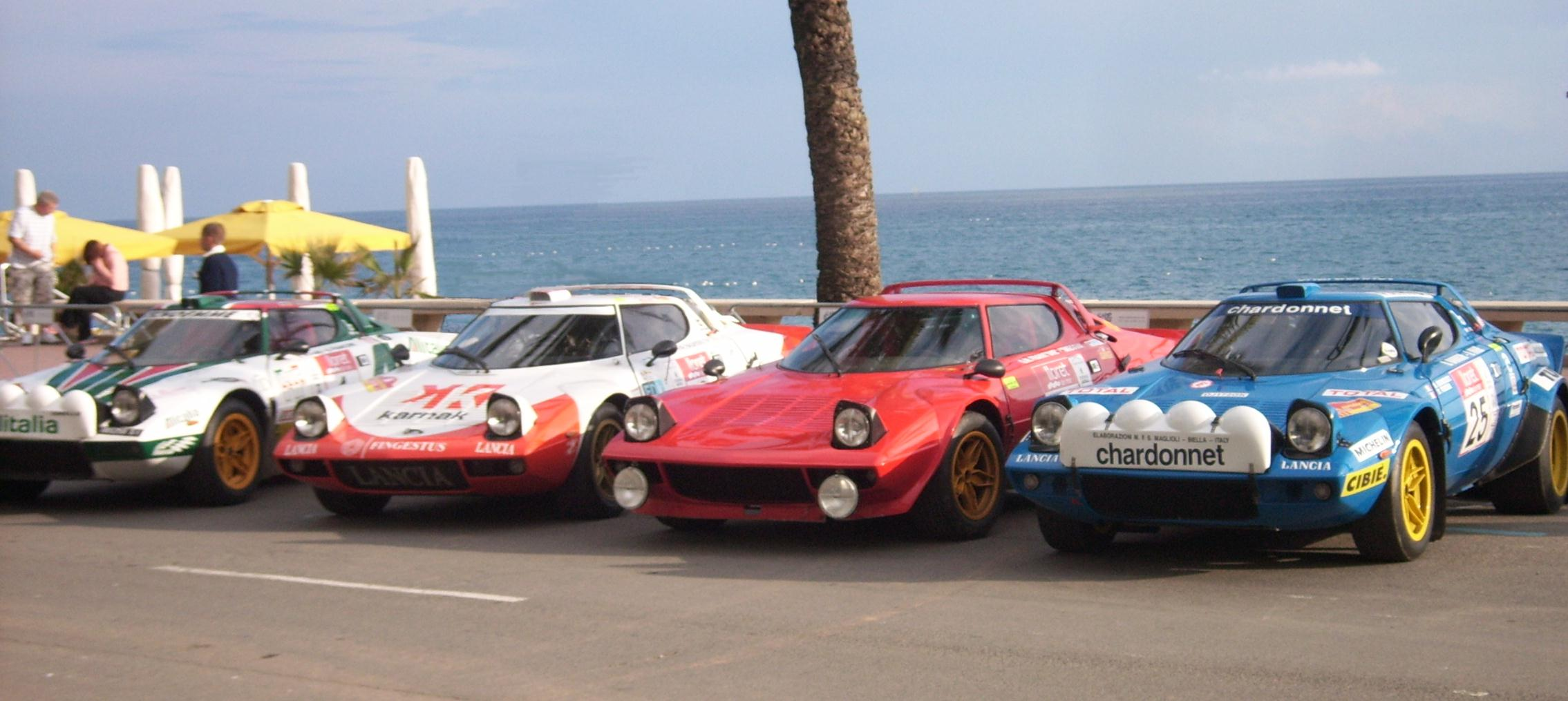
Cuatro Lancia Stratos en la edición del 2008.

Paralelamente, desde el año 2004 se disputa el Rally Costa Brava Histórico, un rally de Regularidad en carretera abierta con la participación de más de 100 equipos de toda Europa.
Con más de 1.000 kilómetros de recorrido a lo largo de tres etapas, se trata de uno de los rallyes de Regularidad de referencia en el continente.
Desde 2017 este rally tiene como sede la villa marinera de Palamós.
| Año  | Edición                                  | Piloto           | Copiloto           | Automóvil             |
| ---- | ---------------------------------------- | ---------------- | ------------------ | --------------------- |
| 2004 | 1.º Rally Costa Brava Histórico          | Jaume Tobella    | Alex Santacatalina | Porsche 911           |
| 2005 | 2.º Rally Costa Brava Histórico          | Antonio Zanini   | Gloria Zanini      | Porsche 911           |
| 2006 | 3.º Rally Costa Brava Histórico          | Carlo Fiorito    | Luigia Fiorito     | Autobianchi A-112     |
| 2007 | 4.º Rally Costa Brava Histórico          | Carlo Fiorito    | Luigia Fiorito     | Autobianchi A-112     |
| 2008 | 5.º Rally Costa Brava Histórico          | Salvador Tallada | Toni Bagó          | VW Golf               |
| 2009 | 6.º Rally Costa Brava Histórico          | Joao Mexia       | Nuno Sales         | Porsche 911           |
| 2010 | 7.º Rally Costa Brava Histórico          | Raymond Horgnies | Christophe Hayez   | Porsche 911           |
| 2011 | 8.º Rally Costa Brava Histórico          | Carles Miró      | Jesús Arriezu      | Porsche 911           |
| 2012 | 9.º Rally Costa Brava Histórico          | José Lareppe     | Josep Lambert      | Opel Ascona           |
| 2013 | 10.º Rally Costa Brava Histórico         | Yves Deflandre   | Josep Lambert      | Porsche 911           |
| 2014 | 11.º Rally Costa Brava Histórico         | Lluís Pallí      | Guillem Buscarons  | Innocenti Mini Cooper |
| 2015 | 12.º Rally Costa Brava Histórico         | Víctor Sagi      | Víctor Sagi        | Porsche 911 S         |
| 2016 | 13.º Rally Costa Brava Histórico         | Yves Deflandre   | Josep Lambert      | Porsche 911           |
| 2017 | 14.º Rally Costa Brava Histórico         | Carles Fortuny   | Carles Jiménez     | Lancia Beta Coupé     |
| 2018 | 15.º Rally Costa Brava Histórico         | David Nogareda   | Sergi Giralt       | Porsche 911 S         |
| 2019 | 16.º Rally Costa Brava Histórico         | Carles Fortuny   | Carles Jiménez     | Lancia Beta Coupé     |
| 2020 | 17.º Rally Costa Brava Histórico         | Carles Fortuny   | Carles Jiménez     | Lancia Beta Coupé     |
| 2021 | 18.º Rally Costa Brava Històric          | Carles Fortuny   | Carles Jiménez     | Lancia Beta Coupé     |
| 2022 | 19.º Rally Costa Brava Històric by Motul | Yves Deflandre   | Patrick Lienne     | Porsche 911           |
| 2023 | 20.º Rally Costa Brava Històric by Motul | Yves Deflandre   | Patrick Lienne     | Porsche 911           |
| 2024 | 21.º Rally Costa Brava Històric          | David Garrigolas | Jordi Boix         | Volkswagen Golf GTI   |